# Marina Brunello

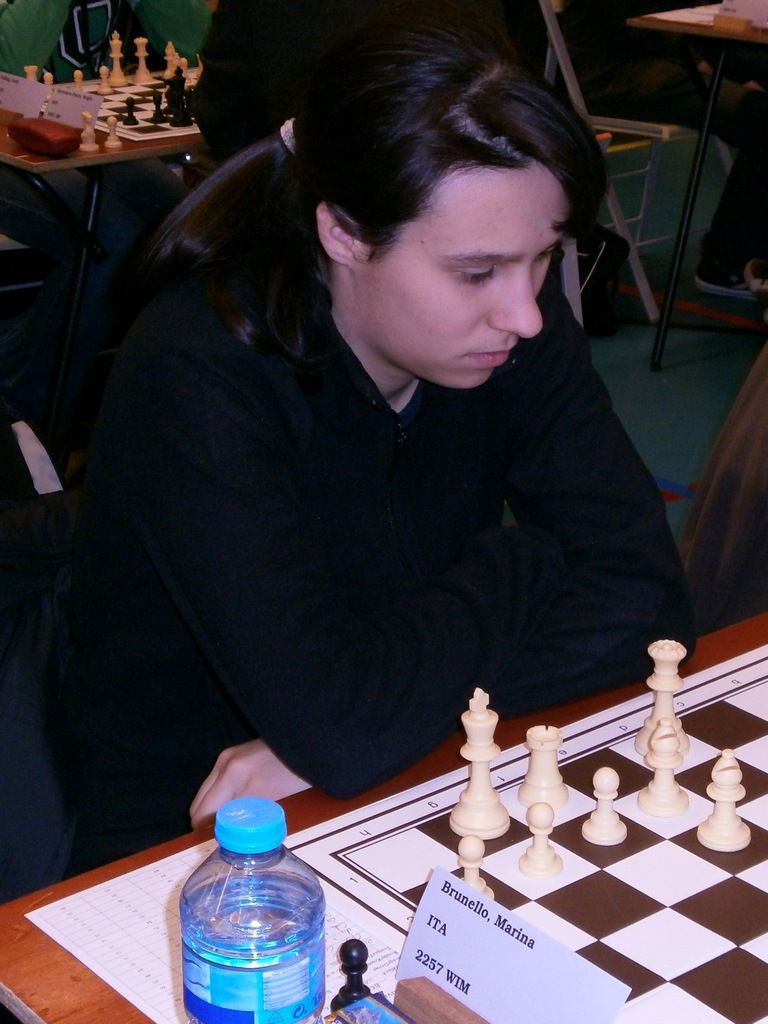
Marina Brunello in 2012

Marina Brunello (Lovere, 16 juni 1994) is een Italiaanse schaakster. Sinds 2016 is ze grootmeester bij de vrouwen (WGM), sinds 2019 is ze Internationaal Meester (IM).

## Individuele resultaten
In 2008, in Bratto, won Brunello het Italiaans schaakkampioenschap voor vrouwen; ze was de jongste speelster die dat ooit deed, ze was 14 jaar, 2 maanden en 15 dagen oud. In 2011 werd ze derde in het round-robin toernooi voor vrouwen, dat werd gewonnen door Sopiko Guramishvili, gehouden als neventoernooi bij het Torneo di Capodanno ("Nieuwjaarstoernooi") in Reggio Emilia. Brunello won het Italiaanse vrouwenkampioenschap voor de tweede keer in 2018, na in de playoff te hebben gewonnen van Olga Zimina.

## Titels
In 2010 werd ze Internationaal Meester bij de vrouwen (WIM). In 2014 werd ze FIDE Meester (FM). In 2016 werd Brunello grootmeester bij de vrouwen (WGM), in 2019 werd ze Internationaal Meester (IM).

## Nationale teams
Marina Brunello speelde voor Italië in de Schaakolympiade voor vrouwen:
- in 2006, aan het eerste reservebord van het tweede Italiaanse team bij de 37e Schaakolympiade voor vrouwen in Turijn (+1 =3 –4)
- in 2008, aan het 4e bord in het vrouwentoernooi van de 38e Schaakolympiade in Dresden  (+3 =2 –3)
- in 2010, aan het 3e bord in het vrouwentoernooi van de 39e Schaakolympiade in Khanty-Mansiysk (+2 =6 –3)
- in 2012, aan het 3e bord in het vrouwentoernooi van de 40e Schaakolympiade in Istanboel (+6 =2 –2)
- in 2014, aan het 2e bord in het vrouwentoernooi van de 41e Schaakolympiade in Tromsø (+5 =2 –3)
- in 2016, aan het 2e bord in het vrouwentoernooi van de 42e Schaakolympiade in Bakoe (+6 =4 –1)

Ze won een individuele gouden medaille aan het vierde bord op de 43e Schaakolympiade in 2018 in Batoemi.
Brunello speelde voor Italië in het Europees kampioenschap schaken voor landenteams:
- in 2009, aan het 3e bord in het 8e EK landenteams (vrouwen) in Novi Sad (+2 =5 –1)
- in 2011, aan het 3e bord in het 9e EK landenteams (vrouwen) in Porto Carras (+5 =2 –2)
- in 2013, aan het 3e bord in het 10e EK landenteams (vrouwen) in Warschau (+5 =2 –2)
- in 2015, aan het 3e bord in het 11e EK landenteams (vrouwen) in Reykjavik, waar ze een individuele bronzen medaille won (+5 =3 –1)

## Persoonlijk leven
Haar broer Sabino Brunello is ook een schaker.

## Externe koppelingen
- (en)   Informatie over schaakpartijen van Marina Brunello op ChessGames.com
- (en)   Informatie over schaakpartijen van Marina Brunello op 365chess.com
- (en)  FIDE-ratinggegevens voor Marina Brunello